# Alfred Molina
Alfred Molina, rodným jménem Alfredo Molina (* 24. května 1953 Paddington, Londýn, Anglie, Spojené království) je britsko-americký herec španělsko-italského původu. Jedná se o všestranného umělce, který umí dobře zahrát všechny herecké žánry a polohy, od shakespearovských dramatických rolí až po role záporné.

## Život
Pochází ze smíšeného španělsko-italského manželství, jeho otec byl Španěl, matka Italka.
Herectví vystudoval v londýnské Guidhall School of Music and Drama, po jejím absolutoriu začínal jako herec pouličního divadla, poté byl v angažmá v londýnském National Youth Theatre. Později, v roce 1977, se dostal do Královské shakespearovské společnosti, pravidelně hostuje i v londýnském Národním divadle. Od roku 1998 vystupuje i na Broadwayi, kde získal nominaci na prestižní divadelní cenu Tony.
V televizi vystupuje od roku 1978, od roku 1981 hraje i ve filmu. Jeho filmovým debutem se stala epizodní role ve snímku Dobyvatelé ztracené archy.
Mezi jeho nejznámější role patří například role pomateného vědce dr.Octopuse ve snímku Spider-Man 2 z roku 2004.
Dále také film Šifra mistra Leonarda, kde se představil v roli Aringarosa, jakožto celosvětového hlavního člena Opus Dei.